# Södra Svartmyrtjärnen
Södra Svartmyrtjärnen är en sjö i Norsjö kommun i Västerbotten och ingår i Skellefteälvens huvudavrinningsområde.